# Comiac

Comiac este o comună în departamentul Lot din sudul Franței. În 2009 avea o populație de 235 de locuitori.

## Evoluția populației
| An        | 1975 | 1982 | 1990 | 1999 | 2006 | 2009 |
| --------- | ---- | ---- | ---- | ---- | ---- | ---- |
| Populație | 363  | 307  | 272  | 252  | 237  | 235  |